# إسبتز

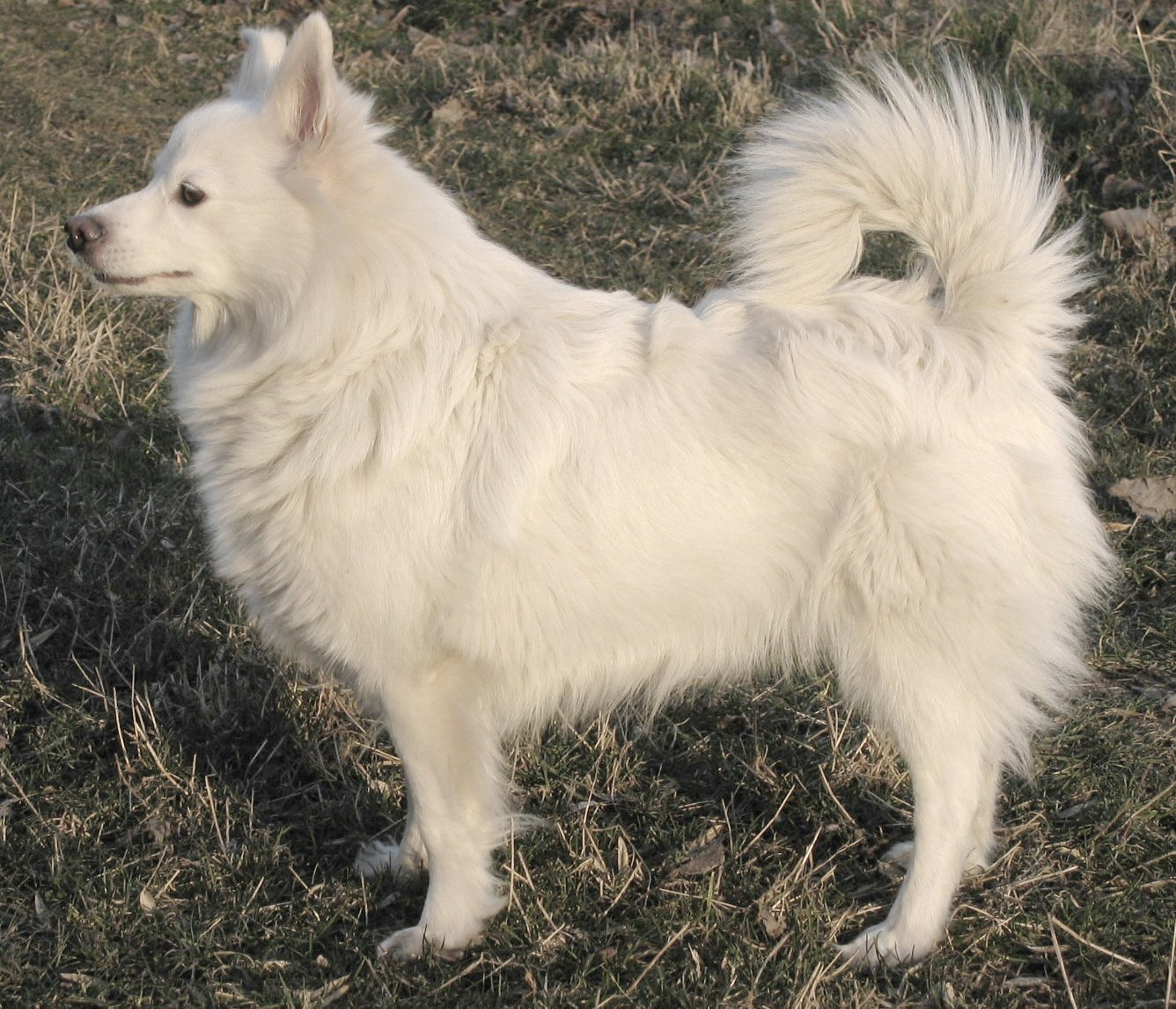
كلب إسبتز

الإسبتز أو (نقحرة: سبتس) (بالإنجليزية: Spitz). هو نوع من الكلاب، من صفاته:
- طول وكثافة الفروة.[2][3][4]
- أُذنان موجهة وبارزة.
- عضلات قوية ولافتة.
- عادة ما يكون الذيل ملتوي على ظهر الكلب.

## الأنواع
- الاسكا كلي كاي